# Single Ladies (Put a Ring on It)
Single Ladies (Put a Ring on It) és una cançó de R&B de la cantant estatunidenca Beyoncé. Composta per Christopher Stewart, Terius Nash, Kuk Harrell i la mateixa Beyoncé, es va publicar com a segon senzill del tercer àlbum en solitari de la cantant, I Am... Sasha Fierce. El seu llançament es va produir el 8 d'octubre de 2008, un dia després de la publicació del primer senzill, If I Were a Boy. Va ser un èxit mundial i va arribar al lloc més alt de moltes llistes arreu del món. Part de la popularitat es va deure a la famosa coreografia que apareixia en el videoclip, que va ser víctima de moltes imitacions i paròdies.

## Informació
Igual que l'anterior senzill, el videoclip també està gravat en blanc i negre. Sota la direcció de Jake Nava, Beyoncé balla acompanyada de dues ballarines una sensual coreografia de JaQuel Knight. La primera actuació en directe es va realitzar durant la gala de premis World Music Awards del 2008, on Beyoncé va realitzar una paròdia del mateix videoclip substituint les ballarines per tres homes vestits com ella, un dels quals era Justin Timberlake. El videoclip va aconseguir molta popularitat a causa de la melodia i a la coreografia de les ballarines. Seguint l'exemple de la paròdia que va realitzar ella mateixa, multitud de videoclips van començar a sorgir per internet imitant la coreografia. La mateixa Beyoncé va reflectir la popularitat del videoclip quan en els concerts de la gira mostrava en les pantalles de fons diversos vídeos penjats a internet.
Als Estats Units, "Single Ladies" va esdevenir el cinquè número u de Beyoncé com a solista empatant amb Rihanna en la llista de cantants amb més números u de la dècada (excloent les tres ocasions obtingudes amb Destiny's Child). El senzill va estar cinc setmanes no consecutives en la posició més alta de la llista Hot 100 i es van vendre més de 2 milions de còpies del senzill.

## Llista de cançons
UK CD Single
1. "Single Ladies (Put a Ring on It)" - 3:13
2. "Single Ladies (Put a Ring on It)" (Redtop Remix) - 3:31

US Digital Remix EP
1. "Single Ladies (Put a Ring on It)" (Dave Aude Remix Club Version) - 8:24
2. "Single Ladies (Put a Ring on It)" (Karmatronic Remix Club Version) - 5:58
3. "Single Ladies (Put a Ring on It)" (Redtop Remix Club Version) - 6:59
4. "Single Ladies (Put a Ring on It)" (DJ Escape & Tony Coluccio Remix Club Version) - 6:58
5. "Single Ladies (Put a Ring on It)" (Lost Daze Dating Service Remix Club Version) - 6:52
6. "Single Ladies (Put a Ring on It)" (Craig C's Master Blaster Remix Club Version) - 8:19

EU Digital Remix EP
1. "Single Ladies (Put a Ring on It)" (RedTop Remix Radio Edit)
2. "Single Ladies (Put a Ring on It)" (My Digital Enemy Remix)
3. "Single Ladies (Put a Ring on It)" (Olli Collins & Fred Portelli Remix)
4. "Single Ladies (Put a Ring on It)" (Dave Aude Remix Club Version)
5. "Single Ladies (Put a Ring on It)" (The Japanese Popstars Remix)
6. "Single Ladies (Put a Ring on It)" (Album Version)

## Posicions en llista
| Llista (2008)          | Posició |
| ---------------------- | ------- |
| Austràlia              | 5       |
| Canadian Hot 100       | 2       |
| Països Baixos          | 12      |
| Itàlia                 | 10      |
| Nova Zelanda           | 2       |
| Noruega                | 19      |
| Espanya                | 12      |
| Suècia                 | 50      |
| Suïssa                 | 40      |
| UK Singles Chart       | 7       |
| U.S. Billboard Hot 100 | 1       |

## Guardons
Premis
- 2010: Grammy a la cançó de l'any